# Desaparición forzada en Colombia

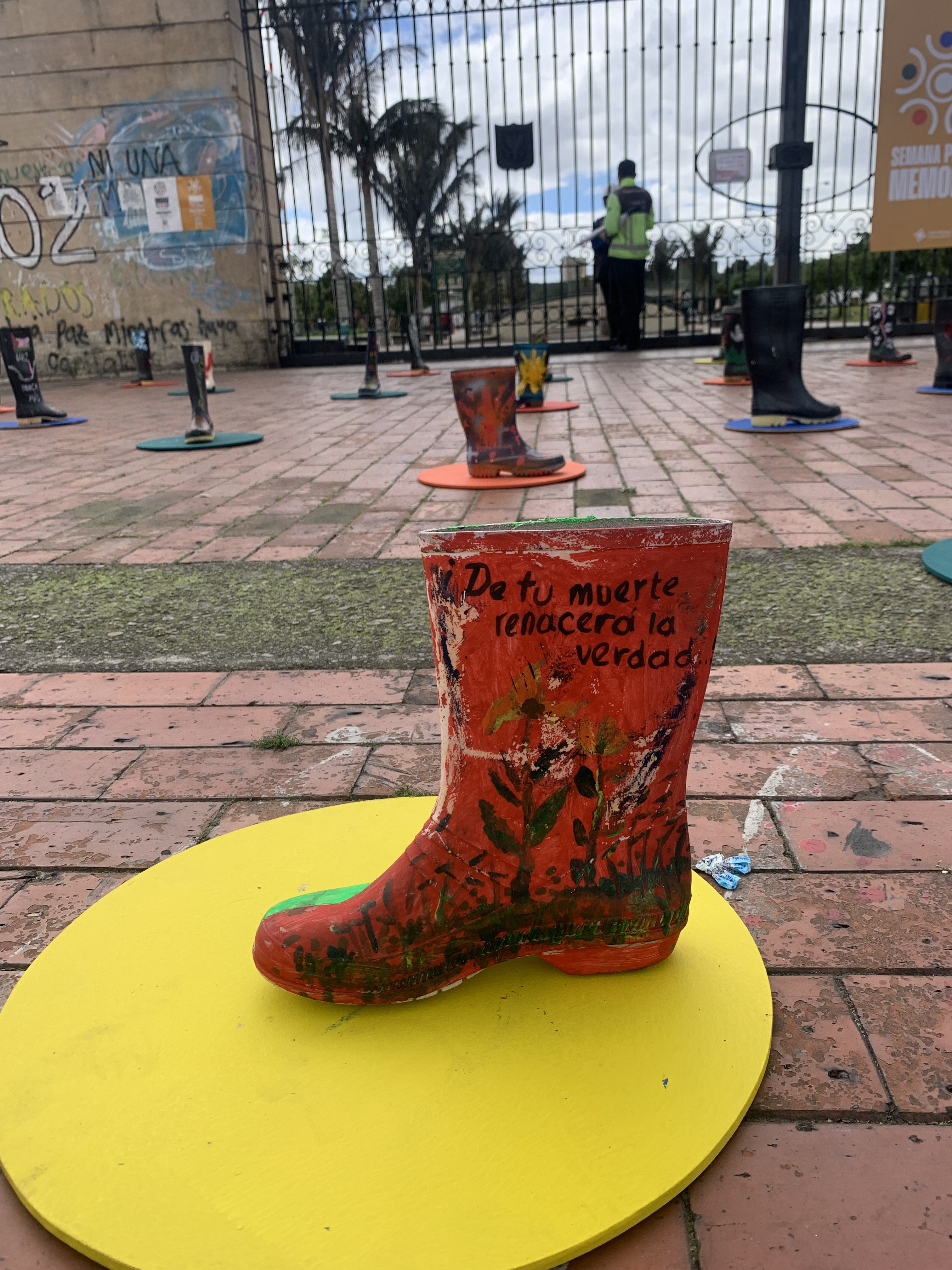
Exposición "Mujeres con las botas bien puestas" realizada por MAFAPO, las botas simbolizan los civiles asesinados y presentados como bajas en el marco del conflicto armado colombiano.

La desaparición forzada fue una de las prácticas más utilizadas en el marco del conflicto armado colombiano. Esta práctica consiste en la desaparición de las personas por parte de un grupo armado o de la violencia, en la cual se desconoce el paradero y estado de la víctima. La desaparición forzada se asocia al ocultamiento de cadáveres en fosas comunes o en diferentes modalidades como desmembramiento, y usada como método de represión social, así como forma para la disminución de víctimas en el marco de un conflicto. Algunas de las consecuencias más graves producidas por esta práctica se encuentran el terror, sufrimiento prolongado, paralizar comunidades y sociedades enteras y revictimizar a las familias por generaciones.
En Colombia, esta práctica se ha realizado ampliamente en todo el territorio desde el inicio de la guerra interna. Según el Centro Nacional de Memoria Histórica, se estima que hay más de 60.000 desaparecidos en Colombia entre 1970 y 2015. Y la cifra va en aumento, dado que este es un delito propenso a la impunidad o a la caracterización errónea. Debido al contexto de incertidumbre en el cual suceden estos actos, las víctimas suelen ser clasificadas como asesinadas o simplemente no ser investigadas correctamente.  
Según el informe final de la Comisión de la Verdad, en colaboración con la JEP y la HRDAG, entre 1985 y 2016 hubo alrededor de 121 768 personas que fueron desaparecidas forzosamente en Colombia.
El 21 de diciembre del 2010, la Asamblea General de la Organización de las Naciones Unidas declaró el 30 de agosto el Día Internacional de las Víctimas de Desapariciones Forzadas.

## Historia
El primer caso de desaparición forzada registrado formalmente en Colombia es el de Omaira Montoya Henao, militante del Ejército de Liberación Nacional, quien fue detenida por el entonces servicio secreto de la Policía (F2) el 9 de septiembre de 1977 en Barranquilla. Montoya, una mujer de 30 años, se encontraba embarazada cuando fue capturada junto a su esposo. Expedientes judiciales ponen en evidencia que estos agentes estatales los interceptaron, los subieron a una camioneta y los llevaron a una playa cercana donde los separaron. Tras su detención y luego de sufrir una serie de torturas, la pareja de Montoya fue condenado a siete años de prisión por el delito de rebelión. De ella, por el contrario, no se supo más información desde entonces, por lo cual se encuentra desaparecida.
Para ese periodo, Colombia se encontraba bajo la política del Estatuto de Seguridad  del Gobierno de Julio César Turbay (1978-1982). Para ese momento la desaparición forzada no estaba tipificada dentro del ordenamiento jurídico nacional, lo que facilitó que algunos agentes del Estado y civiles acudieron a esta práctica como un método de eliminación de la insurgencia.
El 4 de febrero de 1983, iniciaron las Marchas de los Claveles Blancos en Bogotá.
En 1984, la desaparición forzada de Luis Fernando Lalinde, entregado a su madre en 1996 tras una búsqueda denominada 'Operación Sirirí'.
Una vez se recrudeció el conflicto armado interno en Colombia, la desaparición forzada comenzó a ser utilizada por los diferentes actores armados como un mecanismo de terror. Los principales perpetradores de este delito fueron los grupos paramilitares, seguidos de las guerrillas y los agentes del Estado.

## Marco legal del crimen
Internacionales
Este crimen ha sido expresamente condenado por todos los entes debido a su crudeza y crueldad. La comunidad internacional comenzó sus esfuerzos por caracterizar y condenar las desaparición forzada desde comienzos de los años 80 con los casos de las fosas comunes europeas. Sin embargo, el esfuerzo se empieza a concentrar en la región latinoamericana con el aumento de casos de desaparecidos de las dictaduras chilenas, argentinas y los casos mexicanos. En 1980 la Comisión Interamericana de Derechos Humanos creó el Grupo de Trabajo sobre desapariciones forzadas e involuntarias y en 1982 la OEA, a través de la resolución AG/RES. 618 (XII-o/82), catalogó la desaparición forzada como gravísima violación de los derechos humanos (3).
En 1989, luego de varios casos recibidos por la Corte Interamericana de Derechos Humanos, ésta declaró el delito de desaparición forzada como crimen de lesa humanidad y efectuó su primera definición y descripción exhaustiva. Desde entonces, la CIDH se ha encargado de juzgar a los estados por este tipo de crímenes en toda la región. 
Algunas resoluciones importantes con respecto a la caracterización de la desaparición forzada son; 
- Resolución 47/133 de 1993  “Declaración sobre la protección de todas las personas contra las desapariciones forzadas”
- Convención Interamericana sobre Desaparición Forzada de Personas de 1994
- Convención Internacional para la protección de todas las personas contra las desapariciones forzadas en 2006

En conjunto, estas convenciones explican las disposiciones legales para considerar y clasificar a un crimen como desaparición forzada. Inicialmente se establece que debe existir privación de la libertad de una o más personas mediante cualquier método. El segundo punto se refiere a los culpables de este crimen, que pueden ser desde el estado, hasta grupos independientes que aprueben y lideren las desapariciones. Finalmente, la tercera disposición se refiere a la carencia de información con respecto a la víctima desaparecida y su paradero, por lo cual, se establece que el perpetrador viola los derechos de la víctima. 
Disposiciones nacionales
El primer intento de tipificación de la desaparición forzada como un delito fue en 1988, en un proyecto de ley presentado por el entonces Ministro de Justicia, Guillermo Plazas Acid. Sin embargo, no fue hasta la Constitución Política de 1991 que se estableció como parte de los derechos fundamentales:

“Nadie será sometido a desaparición forzada, a torturas ni a tratos crueles, inhumanos o degradantes”.
Constitución Política de Colombia

Como respuesta a los nuevos derechos y garantías consagrados en la Carta Política de 1991, la desaparición forzada se consolidó como una estrategia de ocultamiento de la violencia y como una forma de seguir haciendo eficaz la lucha contrainsurgente. Entre los años 1995 y 1997 se dio el periodo expansionista de los grupos paramilitares, quienes se enfrentaron contra las guerrillas de izquierda buscando controlar el territorio nacional y que utilizaron la desaparición forzada como una manera de infundir terror en la población. Sin embargo, entre 2003 y 2006, estos grupos organizados bajo el nombre de Autodefensas Unidas de Colombia (AUC) negociaron su desmovilización con el Estado en un proceso conocido como Justicia y Paz.
Con la expedición de la Ley 1448 de 2011, conocida como Ley de Víctimas y Restitución de Tierras, se estableció que las víctimas de desaparición forzada tienen el derecho a conocer la verdad frente a lo sucedido y a la reparación económica y moral respectiva.
El Código Penal Colombiano en su artículo 165 establece que cualquier particular que pertenezca a un grupo armado al margen de la ley, o un servidor público o alguien que actúe en connivencia con este incurrirá en:
- Prisión de 320 a 540 meses.

- Multa de 1333.3 a 4500 salarios mínimos legales mensuales vigentes.

- Interdicción de derechos y funciones públicas de 160 a 360 meses.[16]

A su vez, la Unidad de Búsqueda de Personas Dadas por Desaparecidas establece que un desaparecido es aquél que ha sido desaparecido general, desaparecido forzadamente, reclutado por un grupo armado ilícito, personas que han muerto en combate y sus cuerpos no fueron recuperados por lo cual sus familiares no saben el paradero de estas personas, y en general todas aquellas personas que hayan perdido contacto con sus familiares a causa del conflicto armado en Colombia

## Actores involucrados
En el delito de desaparición forzada existen muchos actores que se ven involucrados, desde la víctima desaparecida, sus familiares, los perpetradores y en muchos casos el estado. Las investigaciones con respecto al tema han arrojado inicialmente que para entender este delito, es importante reconocer quieres son los afectados e involucrados. A continuación, todos los actores que están alrededor de una desaparición forzada en Colombia, y como se relacionan con el delito. 

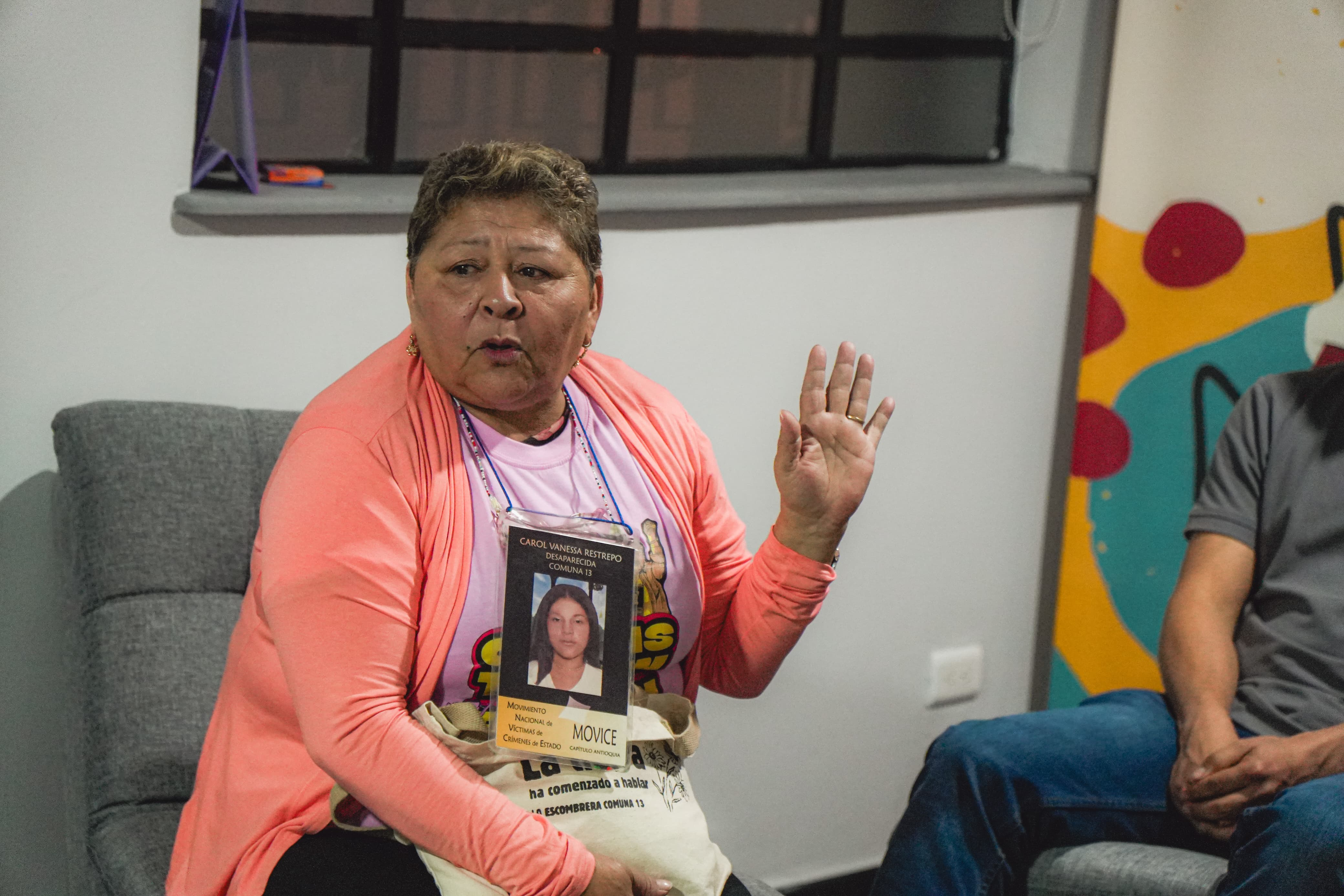
Margarita Restrepo (líder social) Encuentro comunitario realizado en el marco del Colaboratorio de Memoria Histórica en Colombia 2025.

- Víctimas directas: Son aquellas que sufren el flagelo directamente. Los desaparecidos cuyos derechos fundamentales se ven vulnerados.
- Víctimas indirectas: Son aquellas personas que deben vivir las consecuencias del delito. Familiares, amigos, parejas, etc.[18] Es importante distinguirlos de las víctimas directas, ya que se reconoce el sufrimiento y dolor de estas personas al lidiar con una muerte inconclusa.
- Perpetradores: Pueden ser grupos armados al margen de la ley y en algunos casos el mismo ejército colombiano.
- Sociedad: Dada la gravedad del delito, este puede afectar a toda una sociedad completa ya que causa conmoción, miedo y zozobra.